# The Serpent (televisieserie)
The Serpent is een Britse dramaserie van BBC One. De achtdelige miniserie is een co-productie van BBC en Netflix. Het verhaal is gebaseerd op de misdaden van seriemoordenaar Charles Sobhraj, die tussen 1975 en 1976 jonge toeristen vermoordde. De serie werd opgenomen in Thailand. Door de coronapandemie werden de opnames in maart 2020 voor vijf maanden stilgelegd. In augustus 2020 werden deze hervat. De serie ging in première op 1 januari 2021 op BBC One. Op 2 april 2021 lanceerde Netflix de serie internationaal. 
De laatste vier afleveringen zijn door de Belgische regisseur Hans Herbots geregisseerd.

## Synopsis
De serie speelt zich af midden jaren 1970. Charles Sobhraj, van Vietnamese en Indiase afkomst, doet zich voor als juwelier Alain Gautier en drogeert en berooft voornamelijk rugzaktoeristen die de hippie trail volgen. Zijn Canadese vriendin Marie-Andrée (alias Monique) en zijn Indiase vriend Ajay worden ook bij de misdaden betrokken. Door de paspoorten van de toeristen te vervalsen met hun foto's, slagen zij erin constant van identiteit te wisselen en kunnen ze vrij reizen zonder opgemerkt te worden. Hierdoor is het zeer moeilijk om hen op te pakken, vandaar ook dat Sobhraj's bijnaam "The Serpent" is, waarnaar de serie is vernoemd. 
De Nederlandse diplomaat Herman Knippenberg komt hem op het spoor nadat hij de dood van twee Nederlandse toeristen onderzoekt. Knippenberg gaat door het verzamelen van krantenknipsels, het schrijven van verslagen en het plegen van vele telefoontjes, steeds meer bewijsmateriaal zoeken om zo alsnog Sobhraj op te kunnen pakken.

## Rolverdeling
| Acteur            | Personage                                                           |
| ----------------- | ------------------------------------------------------------------- |
| Tahar Rahim       | Charles Sobhraj (alias Alain Gautier)                               |
| Jenna Coleman     | Marie-Andrée Leclerc (alias Monique)                                |
| Billy Howle       | Herman Knippenberg (Nederlandse diplomaat)                          |
| Ellie Bamber      | Angela Knippenberg (vrouw van Herman Knippenberg) later Angela Kane |
| Amesh Edireweer   | Ajay Chowdhury                                                      |
| Tim McInnerny     | Paul Siemons (Belgische diplomaat)                                  |
| Ellie de Lange    | Helena Dekker                                                       |
| Armand Rosbak     | Willem Bloem                                                        |
| William Brand     | Nederlandse ambassadeur van Dongen                                  |
| Johan Van Assche  | Otto Boeder (juwelen-koper in Parijs)                               |
| Thomas Ryckewaert | Jean Huygens                                                        |